# 黄胸刀翅蜂鸟
黄胸刀翅蜂鸟（学名：Campylopterus duidae），是雨燕目蜂鸟科的一种鸟类。
黄胸刀翅蜂鸟体重约6.05克，翼长约64.4毫米，嘴峰长约28毫米，喙宽度约2.4毫米，喙厚度约2.6毫米，跗蹠长约6.2毫米，尾长约46.4毫米。黄胸刀翅蜂鸟在其分布区内为留鸟，其栖息在密集的高大树木组成的森林中，食性为草食性，主要食物来源是植物的花蜜。

## 亚种
- ：分布于委内瑞拉南部。
- ：分布于委内瑞拉南部和邻近的巴西北部。[4]